# Meridiano 160 E
O meridiano 160 E é um meridiano que, partindo do Polo Norte, atravessa o Oceano Ártico, Ásia, Oceano Pacífico, Oceano Antártico, Antártida e chega ao Polo Sul. Forma um círculo máximo com o Meridiano 20 W.
Na Antártida, forma a fronteira entre o Território Antártico Australiano, reclamado pela  Austrália, e a Dependência de Ross.
Começando no Polo Norte, o meridiano 160º Este tem os seguintes cruzamentos:
| País, território ou mar | Notas |
| ----------------------- | --- |
| Oceano Ártico           | |
| Mar Siberiano Oriental  | |
| Rússia                  | Iacútia |
| Mar Siberiano Oriental  | |
| Rússia                  | Iacútia Okrug Autónomo de Chukotka Oblast de Magadan                                                                |
| Mar de Okhotsk          | Golfo de Shelikhov                                                                                                  |
| Rússia                  | Oblast de Magadan                                                                                                   |
| Mar de Okhotsk          | Golfo de Shelikhov                                                                                                  |
| Rússia                  | Krai de Kamchatka - Península de Kamchatka                                                                          |
| Oceano Pacífico         | |
| Rússia                  | Krai de Kamchatka - Península de Kamchatka                                                                          |
| Oceano Pacífico         | Passa a leste do Atol Mokil, Estados Federados da Micronésia · Passa a leste da Ilha de Santa Isabel, Ilhas Salomão |
| Ilhas Salomão           | Ilhas Nggela |
| Ironbottom Sound        | |
| Ilhas Salomão           | Ilha Guadalcanal |
| Oceano Pacífico         | Mar de Salomão |
| Ilhas Salomão           | Ilha Rennell |
| Mar de Coral            | |
| Oceano Pacífico         | |
| Oceano Antártico        | |
| Antártida               | Fronteira entre o Território Antártico Australiano, reivindicado pela Austrália, e a Dependência de Ross            |